# Sima Samar
Sima Samar (Perzisch: سیما سمر) (Jaghuri, 3 februari 1957) is een Afghaans politica en mensenrechtenverdedigster.
Samar diende van december 2001 tot 2003 als minister voor vrouwenzaken. Ze is voorzitter van een Afghaanse niet-gouvernementele organisatie voor mensenrechten en sinds 2005 speciaal rapporteur voor de Verenigde Naties over de situatie van de mensenrechten in Soedan.

## Levensloop
Samar  is afkomstig uit de bevolkingsgroep Hazara. In 1982 behaalde ze haar graad in geneeskunde aan de Universiteit van Kaboel. Daarna ging ze aan het werk voor een regeringsziekenhuis in Kaboel. Enkele maanden later zag ze zich echter gedwongen om te vluchten naar haar geboorteregio Jaghuri, waar ze de medische behandeling op zich nam van patiënten uit de afgelegen regio's van Centraal-Afghanistan.
In 1984 werd haar man gearresteerd door de communistische autoriteiten van de Democratische Republiek Afghanistan. Samar vluchtte daarop met haar jonge zoon naar het buurland Pakistan. Hier werkte ze als arts voor de vluchtelingenafdeling van het Mission Hospital. 
Vanwege de ellende die ze zag door het gebrek aan gezondheidszorg voor Afghaanse vrouwelijke vluchtelingen, richtte ze voor deze doelgroep in 1989 in Quetta, Pakistan, een organisatie en een kliniek op met de naam Shuhada. Ze biedt hiermee medische zorg en opleiding aan medische staf. In de jaren erna opende ze nog meerdere klinieken en ziekenhuizen in Afghanistan.

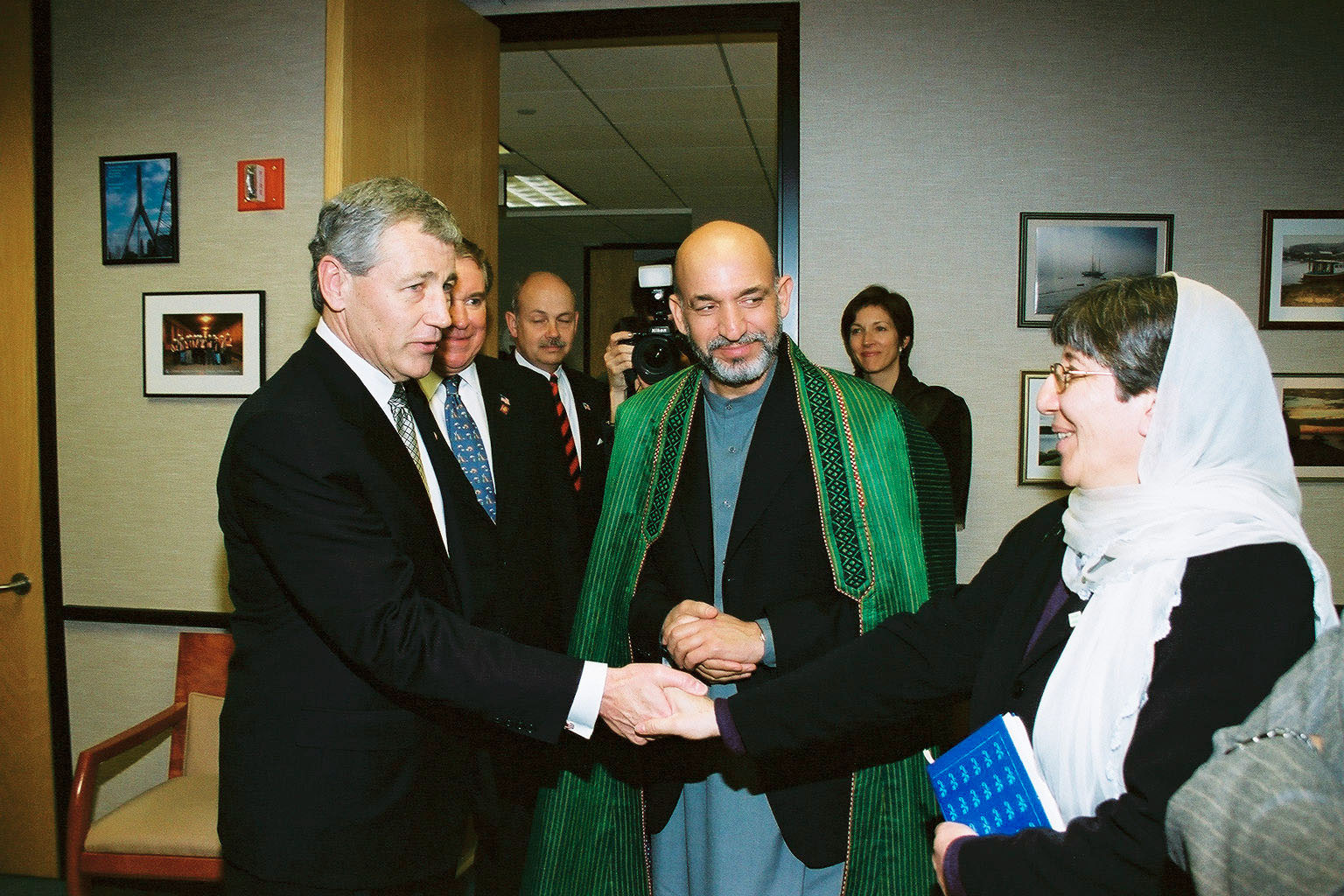
Voormalig Amerikaans senator Chuck Hagel, president Hamid Karzai en Sima Simar, januari 2002

Na twintig jaar als vluchteling te hebben geleefd, keerde ze in december 2001 terug naar Afghanistan om als minister van vrouwenzaken zitting te nemen in de overgangsregering van Hamid Karzai. Ze trad twee jaar later echter noodgedwongen af nadat ze met de dood bedreigd werd en vragen had durven stellen over de conservatieve islamitische wetten, in het bijzonder over de sharia. Tijdens de loya jirga van 2003 werd ze zelfs verweten de Salman Rushdie van Afghanistan te zijn.
Hierna ging ze aan het werk als voorzitter van een Afghaanse niet-gouvernementele organisatie voor mensenrechten. Sinds 2005 is ze speciaal rapporteur voor de Verenigde Naties over de situatie van de mensenrechten in Soedan. Ze is te zien in de documentaire Daughters of Afghanistanen en in de vierdelige documentaireserie Afghanistan, the wounded land die in september 2020 door de NPO werd uitgezonden.
Samar weigert publiekelijk te accepteren dat vrouwen in purdah moeten worden gehouden, ofwel afgezonderd van het openbare leven. Ook spreekt ze zich uit tegen het dragen van een boerka, wat voor het eerst werd opgelegd door de moedjahedien en daarna door de Taliban. Verder vraagt ze aandacht voor het feit dat veel Afghaanse vrouwen lijden aan osteomalacie. Dit is verweking van de botten als gevolg van calciumgebrek die verergerd wordt bij het gebrek aan zonlicht als gevolg van het dragen van een boerka.

## Onderscheidingen
Samar werd meermaals onderscheiden. Hieronder volgt een selectie:
- 1994: Ramon Magsaysay Award
- 1995: Global Leader for Tomorrow, World Economic Forum in Zwitserland;
- 2008: Vredesprijs van de stad Ieper, België
- 2009: Honorary Officer van de Orde van Canada
- 2011: Geuzenpenning, Nederland